# Hieronymus Bock
Hieronymus Bock (llatinitzat com Tragus) (1498 – 21 de febrer de 1554) va ser un metge i botànic alemany a més de ministre de l'església luterana. Es considera que començà la transició de la botànica medieval a la moderna en classificar les plantes per la seva relació o semblança entre elles.
Els detalls de la seva vida i educació es desconeixen. El 1519 s'inscriu a la universitat de Heidelberg. Es casà amb Eva Victor el 1523, i va ser professor d'escola del comte palatí de Zweibrücken durant nou anys. El 1532 va passar a ser metge del príncep i més tard ministre de l'església luterana de Hornbach.
La primera edició del seu llibre Kreutterbuch (literalment "llibre de plantes") aparegué el 1539 sense il·lustracions; els seus objectius eren la descripció de les plantes d'Alemanya incloent el nom, les característiques i el seu ús medicinal. En lloc de seguir a Dioscòrides Pedaci com es feia tradicionalment, desenvolupà un sistema propi per classificar 700 plantes. Bock aparentment havia viatjat molt per tota Alemanya i per això inclou observacions sobre l'ecologia i la distribució de les plantes.
L'any 1546 el seu llibre Kreutterbuch va ser il·lustrat per David Kandel. En el món de la viticultura Bock és notable per haver estat el primer a utilitzar la paraula Riesling el 1552 en la seva obra en llatí.
El gènere de plantes Tragus i el gènere de lleterasses Tragia reben el nom en el seu honor.
Hieronymus Bock també va ser entomòleg.